# Ursula Curtiss
Pour les articles homonymes, voir Curtiss.
Œuvres principales
- La Guêpe (1963)

Ursula Curtiss, née Reilly, (Yonkers, État de New York, 8 avril 1923 - Albuquerque, Nouveau-Mexique, 10 octobre 1984) est un écrivain américain de roman policier.

## Biographie
Fille de Helen Reilly et sœur de Mary McMullen, toutes deux auteurs de roman policier, Ursula Reilly complète ses études en 1942 dans un collège de Westport au Connecticut avant d'être brièvement chroniqueur pour un journal de Fairfield, puis rédactrice de publicité dans le milieu de la mode jusqu'en 1947.
Cette année-là, elle épouse John Curtiss et entend se consacrer entièrement à une carrière de romancière. En 1948 paraît Voice out of the Darkness le premier d'une vingtaine de suspenses psychologiques, dont elle est une des spécialistes avec Charlotte Armstrong, Mildred Davis, Dorothy B. Hughes et Helen McCloy.
Ursula Curtiss est également nouvelliste et son nom figure dans plusieurs anthologies de Ellery Queen's Mystery Magazine.
Au cinéma, William P. McGivern a adapté un roman de Curtiss en 1965 pour Tuer n'est pas jouer de William Castle, avec Joan Crawford ; et Theodore Apstein a fait de même en 1969 pour Qu'est-il arrivé à tante Alice ? de Lee H. Katzin, avec Geraldine Page et Ruth Gordon.

## Œuvre

### Romans
- Voice Out of Darkness (1948)
- The Second Sickle (1950) Publié en français sous le titre Les Deux Faucilles, Paris, Librairie des Champs-Élysées, coll. Le Masque no 909, 1966 ; Paris, Librairie des Champs-Élysées, Le Club des Masques no 350, 1978
- The Noonday Devil (1951) Publié en français sous le titre Portrait d'un traître, Paris, Fayard, coll. L'Aventure criminelle no 110, 1961
- The Iron Cobweb (1953)
- The Deadly Climate (1954) Publié en français sous le titre Les Heures noires, Paris, Presses de la Cité, Un mystère no 209, 1955 ; réédition, Paris, Presses Pocket no 1139, 1974 ; réédition dans Polars années cinquante, vol. 2, Paris, Omnibus, 1999
- Widow's Web (1956) Publié en français sous le titre Une veuve si peu éplorée, Paris, Fayard, coll. L'Aventure criminelle no 98, 1961 ; réédition, Paris, Librairie des Champs-Élysées, Le Club des Masques no 280, 1976
- The Stairway (1957) Publié en français sous le titre Une carpette sur une tache de sang, Paris, Fayard, coll. L'Aventure criminelle no 86, 1961
- The Face of the Tiger (1958) Publié en français sous le titre Le Pire des crimes, Paris, Fayard, coll. L'Aventure criminelle no 68, 1959 ; réédition, Paris, Librairie des Champs-Élysées, Le Club des Masques no 271, 1976
- So Dies the Deamer (1960) Publié en français sous le titre Le Faisan argenté, Paris, Librairie des Champs-Élysées, coll. Le Masque no 1390, 1975
- Hours to Kill (1961) Publié en français sous le titre Une veuve de trop, Paris, Fayard, coll. L'Aventure criminelle no 143, 1963
- The Forbidden Garden ou Whatever Happened to Aunt Alice? (1962) Publié en français sous le titre Le Cimetière des innocentes, Paris, Presses de la Cité, Un mystère no 667, 1963 ; réédition, Paris, Éditions du Rocher, Bibliothèque du suspense no 4, 2001
- The Wasp (1963) Publié en français sous le titre La Guêpe, Paris, Presses de la Cité, Un mystère no 761, 1966 ; réédition, Paris, Presses Pocket no 1087, 1974 ; réédition, Paris, Librairie des Champs-Élysées, Le Masque no 1974, 1989
- Out of the Dark ou Child's Play (1964) Publié en français sous le titre Les Heures noires, Paris, Presses de la Cité, Un mystère no 736, 1965 ; réédition, Paris, Presses Pocket no 1168, 1975 ; réédition, Paris, Éditions du Rocher, Bibliothèque du suspense no 6, 2001
- Danger Hospital Zone (1966) Publié en français sous le titre La Vieille Lily, Paris, Librairie des Champs-Élysées, coll. Le Masque no 1329, 1974
- Don't Open the Door (1968) Publié en français sous le titre N'ouvrez pas la porte !, Paris, Éditions Mondiales, coll. Nous deux no 290, 1970
- Letter of Intent (1971) Publié en français sous le titre Que désires-tu Célia ?, Paris, Librairie des Champs-Élysées, Le Masque no 1341, 1974 ; réédition, Paris, Librairie des Champs-Élysées, Le Club des Masques no 525, 1984
- The Birthday Gift ou Dig a Little Deeper (1975)
- In Cold Pursuit (1977)
- The Menace Within (1979)
- The Poisoned Orchard (1980)
- Dog in the Manger ou Graveyard Shift (1982)
- Death of a Crow (1983)

### Nouvelles
- Snowball (1959) Publié en français sous le titre Boule de neige, dans Histoires préférées du Maître ès crimes, Paris, Pocket no 1819, 1981
- Whose Dread Shadow? (1960)
- What Happened to Mrs. Foale? (1961)
- Tiger by the Tail (1961) Publié en français sous le titre Comment soulever un lièvre ?, Paris, Opta, Mystère magazine no 182, mars 1963
- The Old Barn on the Pond (1965)
- Good Neighbor (1966) Publié en français sous le titre Une bonne voisine, Paris, Opta, Mystère magazine no 247, septembre 1968
- Change of Climate (1967) Publié en français sous le titre Changement de climat, Paris, Opta, Mystère magazine no 241, février 1968
- The Marked Man (1972) Publié en français sous le titre L'Homme marqué, Paris, Opta, Mystère magazine no 301, mars 1973
- A Judicious Half Inch (1973) Publié en français sous le titre Fatal Cocktail, Paris, Opta, Mystère magazine no 311, janvier 1974

## Filmographie

### Comme scénariste et/ou auteur adapté

#### Au cinéma
- 1965 : Tuer n'est pas jouer (I saw what you did), film américain réalisé par William Castle d’après le roman Les Heures noires (Out of the Dark), avec Joan Crawford et John Ireland.
- 1969 : Qu'est-il arrivé à tante Alice ? (What Ever Happened to Aunt Alice?), film américain réalisé par Lee H. Katzin d’après le roman Le Cimetière des innocentes (The Forbidden Garden), avec Geraldine Page, Ruth Gordon et Rosemary Forsyth.

#### À la télévision
- 1957 : Climax !, épisode Deadly Climate réalisé par Buzz Kulik d’après le roman éponyme, avec Warren Stevens, Estelle Winwood, Edgar Buchanan et Kevin McCarthy.
- 1958 : Detective, épisode The Deadly Climate réalisé par John Frankau d’après le roman éponyme, avec Ian Anderson, Lally Bowers, James Bree et Jean Marsh.
- 1988 : I Saw What You Did, téléfilm américain réalisé par Fred Walton d’après le roman Les Heures noires (Out of the Dark), avec Shawnee Smith, Tammy Lauren et David et Robert Carradine.